# EN 60601-2-29
Die EN 60601-2-29 mit dem Titel „Medizinische elektrische Geräte – Teil 2-29: Besondere Festlegungen für die Sicherheit einschließlich der wesentlichen Leistungsmerkmale von Strahlentherapiesimulatoren“ ist Teil der Normenreihe EN 60601.
Herausgeber der DIN-Norm DIN EN 60601-2-29 ist das Deutsche Institut für Normung.
Die Norm basiert auf der internationalen Fassung IEC 60601-2-29. Im Rahmen des VDE-Normenwerks ist die Norm als VDE 0750-2-29 klassifiziert, siehe DIN-VDE-Normen Teil 7.
Diese Ergänzungsnorm regelt allgemeine Festlegungen für die Sicherheit, Prüfungen und Richtlinien von Strahlentherapiesimulatoren.

## Gültigkeit
Die deutsche Ausgabe 6.2009 ist ab ihrem Erscheinungsdatum als Deutsche Norm angenommen.
- Die aktuelle Fassung (6.2009) ist korrespondierend mit der 3. Ausgabe der DIN EN 60601-1 anzuwenden.
- Die Vorgängernorm vom November 2002 wurde im Juni 2009 zurückgezogen, darf aber bis November 2011 mit der 2. Ausgabe der DIN EN 60601-1 verwendet werden.

## Anwendungsbereich
Diese internationale Norm gilt für die Basissicherheit einschließlich der wesentlichen Leistungsmerkmale von Therapiesimulatoren, nachfolgend als ME-Gerät bezeichnet.
Gefährdungen die sich aus der vorgesehenen physiologischen Wirkungsweise von ME-Geräten oder ME-Systemen im Anwendungsbereich dieser Norm ergeben, sind nicht durch besondere Anforderungen in dieser Norm erfasst, ausgenommen bei 7.2.13 (Physiologische Auswirkungen → Sicherheitszeichen) und 8.4.1 (Patientenanschlüsse mit Stromabgabe) der allgemeinen Festlegungen.

## Zusatzinformation
Folgende geänderte Anforderungen sind in der EN 60601-2-29 enthalten (Auszug):
- Schutz vor mechanischen Gefährdungen (z. B. Einklemmen von Personen)